# Grönländische Fußballmeisterschaft 1975
Die Grönländische Fußballmeisterschaft 1975 war die 13. Spielzeit der Grönländischen Fußballmeisterschaft.
Meister wurde zum dritten Mal in vier Jahren und zum vierten Mal insgesamt GSS Nuuk, womit der Verein alleiniger grönländischer Rekordmeister wurde.

## Teilnehmer
Über die Meisterschaft ist quasi nichts bekannt. Lediglich von drei Mannschaften ist bekannt, dass sie teilgenommen haben. Dies waren:
- G-44 Qeqertarsuaq
- I-69 Ilulissat
- GSS Nuuk

## Modus
Der Modus der Meisterschaft ist unbekannt. Die Schlussrunde fand erstmals in Aasiaat statt.

## Ergebnisse
Es ist lediglich bekannt, dass GSS Nuuk G-44 Qeqertarsuaq in der Schlussrunde mit 2:0 besiegte. Dritter wurde I-69 Ilulissat.